# اچ‌ام‌اس نانساچ (۱۷۷۴)
اچ‌ام‌اس نانساچ (۱۷۷۴) (به انگلیسی: HMS Nonsuch (1774)) یک کشتی بود. این کشتی در سال ۱۷۷۴ ساخته شد.
سفارش ساخت این کشتی در ۲۰ نوامبر ۱۷۶۹ ارائه شد؛ پس از پایان مراحل ساخت، این کشتی در ۱ ژانویه ۱۷۷۲ برای آزمایش و ارزیابی به آب انداخته شد.
این کشتی در ۱۷ دسامبر ۱۷۷۴ آغاز به کار کرد.